# Totalno drukčiji od drugih
Totalno drukčiji od drugih debitantski je studijski album zagrebačkog etno rock sastava Vještice. Album je objavljen sredinom 1989. godine, a objavila ga je diskografska kuća Jugoton.
Žanr albuma teško je definirati, no često se definira kao indie rock, etno rock i eksperimentalni rock.

## Popis pjesama
| 1. | »Totalno drukčiji od drugih« | 3:24 |
| 2. | »Visoko kao lastavica«       | 3:34 |
| 3. | »Stalno mi lomi koplje«      | 3:57 |
| 4. | »Zima«                       | 4:02 |
| 5. | »Zlato«                      | 3:17 |

| Strana B | Strana B                                     | Strana B | Strana B | Strana B | Strana B | Strana B | Strana B | Strana B | Strana B |
| Br.      | Skladba                                      | Trajanje |          |          |          |          |          |          |          |
| -------- | -------------------------------------------- | -------- | -------- | -------- | -------- | -------- | -------- | -------- | -------- |
| 6.       | »THC (Trula Jabuka)«                         | 3:41     |          |          |          |          |          |          |          |
| 7.       | »Da li su to bili topovi ili lupa moga srca« | 4:03     |          |          |          |          |          |          |          |
| 8.       | »Plešući s duhovima«                         | 3:14     |          |          |          |          |          |          |          |
| 9.       | »Nema mjesta suzama«                         | 4:34     |          |          |          |          |          |          |          |
| 32:19    |                                              |          |          |          |          |          |          |          |          |

## Zasluge
Vještice
- Srđan Sacher – vokali, bas-gitara, prateći vokali
- Boris Leiner – bubnjevi, vokali, prateći vokali, dizajn
- Max Wilson – gitara, vokali, prateći vokali

Dodatni glazbenici
- Darko Hajsek – prateći vokali
- Hrvoje Danilović – prateći vokali

Ostalo osoblje
- Harma Marjanović – aranžer vokala
- Davor Slamnig – miksanje
- Jasna Leiner – fotografija
- Mladen Škalec – inženjer zvuka
- Bruno Molnar – asistent inženjera zvuka